# Aerides timorana
Aerides timorana là một loài thực vật có hoa trong họ Lan. Loài này được Miq. mô tả khoa học đầu tiên năm 1859.